# Шэнь-цзун (император Западного Ся)
Шэнь-цзун (кит. упр. 神宗, пиньинь Shénzōng) (1163—1226), личное имя Ли Цзуньсюй (кит. упр. 李遵頊, пиньинь Lǐ Zūnxū) — восьмой император тангутского государства Западное Ся в 1211—1223 годах.
Шэньцзун пришел к власти после государственного переворота, но продолжил политику Сянцзуна по противостоянию с империей Цзинь. Однако плохая экономика, высокие налоги и неудачи в войне с Цзинь вызывали большое недовольство людей. Шэнь-цзун не прислушивался к тем, кто советовал заключить мир с империей Цзинь, и Западное Ся ускорило своё падение. Шэнь-цзун передал власть своему сыну Сянь-цзуну в 1223 году и умер в 1226 году.